# Piotr Lê Tuỳ
Piotr Lê Tuỳ (wiet. Phêrô Lê Tuỳ) (ur. ok. 1773 r. w Bằng Sở, prowincja Ha Tay w Wietnamie – zm. 11 października 1833 r. w Quân Ban w Wietnamie) – ksiądz, męczennik, święty Kościoła katolickiego.
Piotr Lê Tuỳ urodził się w zamożnej rodzinie w Bằng Sở, prowincja Ha Tay. Rodzice posłali go do seminarium duchownego w Nam Định. Po święceniach diakonatu wyznaczono go na pomocnika biskupa de la Mothe. Wkrótce potem otrzymał święcenia kapłańskie. Pracował w parafii Châu Lộc i Nam Đường. Gdy rozpoczęły się prześladowania religijne po edykcie królewskim w 1833 r. swoją działalność duszpasterską Piotr Lê Tuỳ musiał prowadzić potajemnie. Został aresztowany 6 czerwca 1833 r. Chrześcijanie próbowali kupić mu wolność za pieniądze, ale miejscowe władze godziły się na to tylko pod warunkiem, że Piotr Lê Tuỳ stwierdzi, że nie jest księdzem ale lekarzem. Ponieważ Piotr Lê Tuỳ nie zgodził się na to, został odesłany do więzienia w Nghệ An. Został skazany na śmierć, pomimo że ówczesne wietnamskie prawo zabraniało tracić osoby w wieku powyżej 60 lat. Ścięto go 11 października 1833 r. w Quân Ban.
Dzień wspomnienia: 24 listopada w grupie 117 męczenników wietnamskich.
Beatyfikowany 27 maja 1900 r. przez Leona XIII. Kanonizowany przez Jana Pawła II 19 czerwca 1988 r. w grupie 117 męczenników wietnamskich.